# Faucherea thouvenotii
Faucherea thouvenotii är en tvåhjärtbladig växtart som beskrevs av Paul Lecomte. Faucherea thouvenotii ingår i släktet Faucherea och familjen Sapotaceae. Inga underarter finns listade i Catalogue of Life.